# ウィリアム・パーカー (第4代モンティーグル男爵)

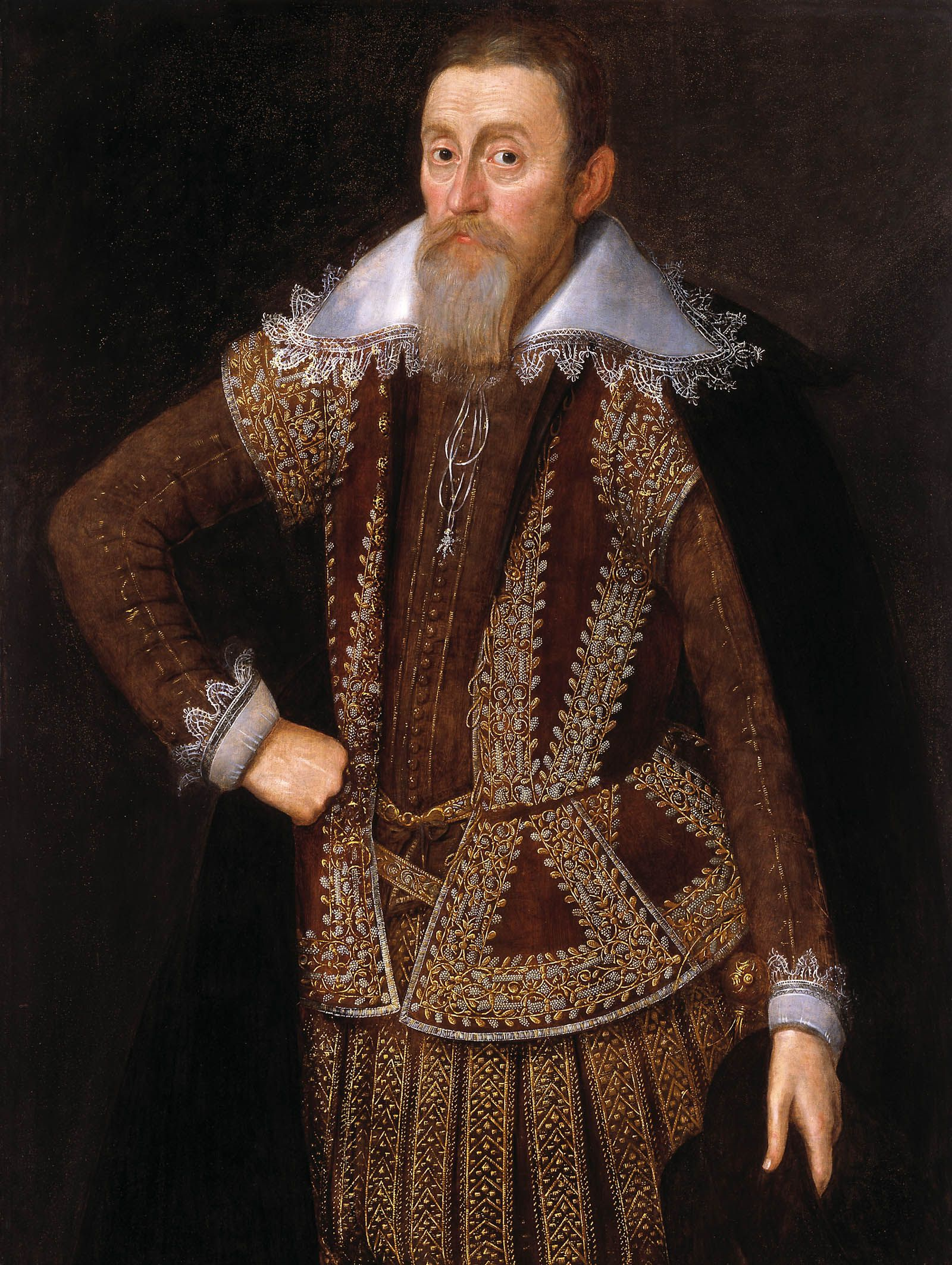
第4代モンティーグル男爵ウィリアム・パーカー（1615年作）

第13代モーリー男爵及び第4代モンティーグル男爵ウィリアム・パーカー（William Parker, 13th Baron Morley, 4th Baron Monteagle、1575年 - 1622年7月1日）はイングランドの貴族で、火薬陰謀事件を未遂に終わらせることに貢献したことで知られる人物。爵位は両親がそれぞれ持っていたため2つあるが、彼を有名にした火薬陰謀事件の時には父は存命で、母方のモンティーグル男爵を名乗っていた。
パーカーはエリザベス女王の時代においては迫害されていた同国のカトリック教徒たちと親交を深め、妻は敬虔なカトリック教徒であるトレシャム家の出身であり、1601年のエセックス伯の反乱や1602年の過激派カトリック教徒たちが計画したスペイン使節団（スペイン反逆事件）にも関与していた。しかし、1603年にジェームズ1世がイングランド国王に即位すると、一転して国王とイングランド国教会（プロテスタント）に忠誠を誓った。
1605年の火薬陰謀事件においては、パーカーはモンティーグル男爵として貴族院議員資格を持っていたため、議会開会式を狙った陰謀の爆破に巻き込まれる恐れがあったが、上記の来歴から計画者たちの中にはパーカーと親しい者も多かった。開会の約1週間前に、パーカーは差出人は不明で陰謀を示唆する警告の手紙を受け取った。この手紙に基づいて貴族院のあるウェストミンスター宮殿周辺が探索されることとなり、パーカー自身も探索隊を率いた。結果、陰謀は開会前日の11月4日深夜に露見し、未然に塞がれた。この功績でパーカーは国王から称賛され、500ポンドと200ポンド分の地所を賜った。
密告の手紙は「モンティーグルの手紙」と呼ばれ、国立公文書館に現存している（SP 14/216/2）。差出人は計画に加担していた義兄フランシス・トレシャムとも言われているが、明らかにはなっていない。

## 前半生
1575年、第12代モーリー男爵エドワード・パーカー（1618年没）と、第3代モンティーグル男爵ウィリアム・スタンリー（1581年没）の娘かつ相続人であったエリザベス・スタンリーの間に長男として生まれる。兄弟として、その後、弟チャールズと妹メアリーが誕生した。
父エドワードは無神論者であったが、スコットランド女王メアリー1世の裁判を主導した一人であったため、宮廷内では好意的にみられていたと考えられている。一方、パーカー自身は多くのローマ・カトリックの家系と親交があり、カトリックが迫害されていたエリザベス1世の時代に、彼らの意見に同調していた。妻は敬虔なローマ・カトリック教徒で知られるトレシャム家の出身で、当主トマス・トレシャム卿の娘であった。また、妹メアリーは同じくローマ・カトリック教徒のトマス・ハビントンと結婚した。
1599年、アイルランド反乱鎮圧の王命を受けた第2代エセックス伯爵ロバート・デヴァルーに従軍し、ナイトの称号を受けた。鎮圧に失敗して失脚したエセックス伯が1601年にロンドンで反乱を起こすと、パーカーもこれに賛同するが、反乱は鎮圧されて拘束される。彼は助命されるも8,000ポンドの罰金を課せられた。
さらに彼は過激派カトリック教徒たちと綿密な関係を持ち、1602年にはイングランドでのカトリック反乱を起こすにあたってスペインの援助を求めるトマス・ウィンターの使節団にも関与していた（スペイン反逆事件）。ところが、1603年にエリザベスが亡くなり、ジェームズ1世が即位すると「形だけの陰謀はすべて終わったのだ（done with all formal plots）」と宣言し、新国王に忠誠を誓い、プロテスタントに従うことを約束する手紙を書いた。
他の急進派と同様にパーカーはこれまでの悪行を若さのせいにして次のように述べている。「私はものを知らなかった（I knew no better.）」。

## 火薬陰謀事件とモンティーグルの手紙
1603年、カトリックに対し苛烈な政策をとったエリザベス女王が亡くなり、スコットランド王ジェームズ6世が、ジェームズ1世として後を継ぐことが決まった。ジェームズの母であるスコットランド女王メアリーはカトリックに寛容で、大逆罪での処刑に際しては殉教者とカトリック教徒たちにはみなされたが、こうした背景を持つがゆえに、長らく迫害されてきたカトリック教徒たちは彼が自分たちに寛容な政策を採るようになると期待していた。実際、ジェームズはエリザベスに比べれば遥かに寛容な態度をとり、ジェームズの排除を狙った過激派カトリック教徒らによるメイン陰謀事件やバイ陰謀事件に際しても一般のカトリック教徒たちには穏健な態度を続けた。ところが1604年初頭にアン王妃がローマ法王より密かにロザリオを送られていたことが発覚して、司祭の国外追放や国教忌避者に対する罰金が再開され、カトリック教徒達に失望が広がった。
その一人である過激派のロバート・ケイツビーは議会開会式にて議場を爆破してジェームズ及び政府要人をまとめて暗殺し、また同時にミッドランズ地方で反乱を起こしてカトリックの傀儡君主を立てることを計画した。首謀者ケイツビー以下、ジョン・ライト、トマス・ウィンター、ガイ・フォークス、トマス・パーシーの主要5名は1604年5月20日に最初の打ち合わせを行い、以降、計画の進展に合わせて新たな同志を加えていった。計画は最終的に1605年11月5日の貴族院で行われる開会式に合わせて決行されることが決まり、1605年3月までには貴族の地下に火薬樽36樽が運び込まれていた。また、彼らは1601年のエセックス伯の反乱に参加していたり、1602年のスペイン使節団（スペイン反逆事件）にも関わっていた者が多く、パーカーと関わり合いがあり、特に計画も佳境に入った1605年10月に新たに加わったのは義弟フランシス・トレシャムであった。
1605年10月26日、パーカーはホクストンの長らく使われていなかった家屋で食事を手配した。突然、召使いが現れ、道で見知らぬ人からモンティーグル卿への手紙を手渡されたと述べた。これは差出人の名前はなく、また内容も不明瞭ながら、議会開会式で何かが起こることを示唆し、密かに欠席することを促してパーカーの身の安全を願うものであった。しかし、パーカーは手紙の助言に従うのではなく、これを即座に国王秘書長官ロバート・セシルに報告し、彼はさらにこれをジェームズに報告した。11月4日に議会周辺の探索が行われることになり、この探索隊の一人にはパーシーも任命された。この探索では貴族院地下室でおそらくフォークスと思われる男を発見したが、彼の逮捕や火薬の発見には至らなかった。しかし、この件はジェームズの懸念を深めて再度の探索が命じられ、同日トマス・ニヴィットの捜索隊が、改めて貴族院地下室にて大量の火薬とフォークスを発見した。これによって陰謀は完全に露見し、未然に防がれた。パーカーはこの功績によって500ポンドと200ポンド相当の土地を下賜された。
陰謀を直前で破綻に追い込んだことで有名なこの手紙は「モンティーグルの手紙」と呼ばれ、国立公文書館に現存している（SP 14/216/2）。手紙の差出人は現在でも不明である。著述家のアントニア・フレーザーは義弟トレシャムや妹メアリー・ハビントンのようなパーカーに友好的な親族や計画の内部者からだったと推測している。一般にはトレシャムと考えられているが、後の取り調べでは無罪を訴えるトレシャムは手紙については一切触れなかった。実はパーカーの使用人にはトマス・ワードという陰謀の主要メンバーであるライト兄弟と親しい者がおり、彼が密告して、パーカーに警告の手紙が送られたことはケイツビーらも早くから察知していた。ケイツビーとトマス・ウィンターはすぐさまトレシャムを疑い詰問したが、トレシャムは否定している。
メアリー説については、手紙という手法があまりにも不器用であり、彼女であれば他にもっと慎重で良い方法があったはずであったことから否定論がある。
一説には陰謀を察知したパーカー自身が、国王からの称賛と好意を得るために、自作自演を行ったというものがある。結果からみればパーカー一人が多大な利益を得たのに対し、共謀者たちが例外なく悲惨な目に遭っており、共謀者たちの中から裏切り者が出たことは考えにくい。また、もしトレシャムのような内部者であった場合、計画を秘密裏に中止に追い込みたいはずであり、当時、政治的立場を明確にしていたパーカーに手紙を送れば、政府に露見することは明らかだった。
なお、開会予定日（同時に作戦決行日）にカトリックの議員数名が欠席をしたが、警告の手紙を受け取っていたと確認できる者はパーカーだけである。

## 後半生と死
1609年、パーカーは第2次バージニア会社に出資し、評議員になった。彼は東インド会社とノースウェスト会社の株式も保有していた。
また、その影響力を行使することによって、ハインドリップ・ホールにカトリック司祭を匿った罪で死刑の恐れがあった義弟トマス・ハビントンを救った。
パーカーは火薬陰謀事件を露見させたにもかかわらず、カトリック社会との繋がりは保っていたようである。彼の長男モーリーもカトリック教徒として知られており、1609年には聖オメル神学校（St. Omer's seminary）の学生を匿っていると疑われた。
また長女フランシスは修道女となったが、当初はこれを認めようとしなかった。しかし、最終的には身体障碍を持つ彼女の訴えを認め、許可した。
パーカーはトマス・トレシャムの娘エリザベス・トレシャムと結婚し、男3人、女3人の計6人の子供に恵まれた。
長男のヘンリーは第14代モーリー男爵、第5代モンティーグル男爵として家を相続した。これら男爵領は1686年頃にヘンリーの息子トマスが亡くなったことで廃領となった。
長女フランシスは修道女となり、次女キャサリンは第2代リヴァーズ伯爵ジョン・サヴェージと結婚し、その子孫にはヴィクトリア朝時代の高名な詩人アルフレッド・テニスンがいる。末娘のエリザベスはエドワード・クランフィールドと結婚し、その息子のエドワード・クランフィールドは後に植民地総督となった。
パーカーは父の死によって第13代モーリー男爵位を継ぎ、1618年にモーリー男爵兼モンティーグル男爵として議会に召集された。1622年7月1日、エセックス州グレート・ハリングベリーにて死去。死の間際にローマ・カトリック教会の典礼を受けたと伝えられる。